# Narada Michael Walden
Narada Michael Walden (ur. 23 kwietnia 1952 w Kalamazoo) – amerykański piosenkarz, autor tekstów, muzyk, producent muzyczny, kompozytor, aranżer i multiinstrumentalista, znany głównie jako perkusista. Zdobył przydomek Narada od Chinmoy. Był nominowany do ośmiu nagród Grammy, zdobywając trzy: najlepsza piosenka R&B za „Freeway of Love” (1985), producent roku, nieklasyczny (1987) i album roku dla The Bodyguard: Original Soundtrack Album (1993). Współpracował z takimi wykonawcami jak: Vital Information, Jeff Beck, John McLaughlin, The Mahavishnu Orchestra, Weather Report, Aretha Franklin, Hall & Oates, Starship, Carlos Santana, Barbra Streisand, Dionne Warwick, Ray Gomez, Herbie Hancock, Wayne Henderson, Taral Hicks, Patti Austin, Luba, The Temptations, Whitney Houston, Elton John, Al Jarreau, Curtis Mayfield, Regine Belle, George Benson, Tommy Bolin, Mariah Carey, Tevin Campbell, David Frazer, Claytoven Richardson, Corrado Rustici, Skyler Jett, Walter Afanasieff, Louis Biancaniello, Jim Gilstrap, Nikita Germaine, Marc Reyburn, Preston Glass, Jeanie Tracy, Sandy Griffith, Marc Russo, Jerry Hey, Tony Lindsay, Tommy Bolin Band, Robert Fripp oraz Steve Winwood. Od 1976 prowadzi także solową działalność artystyczną. W 1979 jego utwór „I Don't Want Nobody Else (To Dance with You)” trafił na Hot 100

## Dyskografia

### Albumy
- Garden of Love Light (wyd. Atlantic, 1976)
- I Cry, I Smile (wyd. Atlantic, 1977)
- Awakening (wyd. Atlantic, 1979)
- The Dance of Life (wyd. Atlantic, 1979)
- Victory (wyd. Atlantic, 1980)
- Confidence (wyd. Atlantic, 1982)
- Looking at You, Looking at Me (wyd. Atlantic, 1983)
- The Nature of Things (wyd. Warner Bros., 1985)
- Divine Emotion (wyd. Reprise, 1988)
- Sending Love to Everyone (wyd. EMI, 1995)
- Thunder 2013 (wyd. Tarpan, 2013)
- Evolution (wyd. Tarpan, 2015)

## Ścieżki dźwiękowe
- Być doskonałym (Perfect, 1985)[8]
- 9 1/2 tygodnia (9½ Weeks, 1986)[8]
- Manekin (Mannequin, 1987)[8]
- Interkosmos (Innerspace, 1987)[8]
- Jasne światła, wielkie miasto (Bright Lights, Big City, 1988)[8]
- Licencja na zabijanie (Licence to Kill, 1989)[8]
- The Bodyguard (1992)[8]
- Uwolnić orkę (Free Willy, 1993)[8]
- Magia Miłości (Jason's Lyric, 1994)[8]
- Crooklyn (1994)[8]
- Partner (The Associate, 1996)[8]

## Publikacje
- Narada Michael Walden: Whitney Houston: The Voice, the Music, the Inspiration. Insight Editions, 2012. ISBN 978-1-60887-200-8.

## Filmografia
| Rok  | Tytuł                                                              | Rola                 | Reżyser            |
| ---- | ------------------------------------------------------------------ | -------------------- | ------------------ |
| 2002 | Whitney Houston: The True Story (film dokumentalny)                | w roli samego siebie | Samantha Kingsley  |
| 2012 | Village Music: Last of the Great Record Stores (film dokumentalny) | w roli samego siebie | Gillian Grisman    |
| 2015 | Guitar Man (film dokumentalny)                                     | w roli samego siebie | Eric Paul Fournier |